# Burn You Up, Burn You Down
Burn You Up, Burn You Down ist ein Lied des britischen Pop-Rock-Musikers Peter Gabriel aus dem Jahr 2003.

## Entstehung und Veröffentlichung
Burn You Up, Burn You Down wurde am 24. November 2003 als Single zur Unterstützung des Kompilations-Albums Hit veröffentlicht, das am 3. November 2003 mit der Single-Version erschien. Die Album-Version wurde erst am 24. Juni 2008 auf dem von Peter Gabriel und Karl Wallinger initiierten Weltmusik-Kompilationsalbum Big Blue Ball veröffentlicht.
Burn You Up, Burn You Down wurde in den Real World Studios in Box, Wiltshire, England aufgenommen. Der Song wurde von Peter Gabriel, Neil Sparkes und Karl Wallinger geschrieben und von Peter Gabriel, Stephen Hague und Karl Wallinger produziert. Aufgenommen wurde er von David Bottrill und Richard Chappell. Die Single-Version wurde von Stephen Hague und Richard Evans abgemischt und von Ben Findlay bearbeitet. Auf der CD-Single wurde als zweiter Titel das Lied Darkness (Engelspost Remix) veröffentlicht.
Burn You Up, Burn You Down wurde erstmals am 23. November 2003 bei einem exclusiven Konzert für Mitglieder von Peter Gabriels Full Moon Club in dem Big Room, dem größten Aufnahmeraum der Real World Studios live gespielt. Das Konzert wurde beginnend mit dem 24. April 2024 auf Gabriels Bandcamp-Kanal für die Abonnenten stückweise veröffentlicht. Am 27. Juni 2025 erschien diese Aufnahme des Songs mit dem Livealbum In the Big Room allgemein zum Download und Streaming. Der Song wurde auch 2004 auf der Still Growing Up Tour von Peter Gabriel live gespielt und auf dem Livealbum auf Video Still Growing Up: Live & Unwrapped am 31. Oktober 2005 veröffentlicht.

## Hintergrund
Das Lied entstand ursprünglich in der ersten Real World Recording Woche im Sommer 1991. Der Song wäre beinahe auf dem Album Up von 2002 veröffentlicht worden. Tatsächlich enthielten die ersten gestalteten Promo-CDs des Albums den Titel sogar, bevor in letzter Minute die Entscheidung getroffen wurde, ihn wieder zu entfernen. Die Album-Version ist stattdessen auf dem Album Big Blue Ball erhältlich, dessen Aufnahmen in den drei Real World Recording Wochen von 1991, 1992 und 1995 entstanden.

## Artwork
Das Cover-Artwork verwendet ein Bild des Fotografen Gregory Halvorsen Schreck und wurde von Marc Bessant entworfen. Das Foto stammt aus der Bilderserie Der Mann mit der Tasche auf dem Kopf von Gregory Halvorsen. Gabriel verwendet gerne verzerrte Gesichter, hier jedoch ging das erkennbare Gesicht völlig verloren und es wurde zu „Jeder“ oder „Niemand“.

## Inhalt und Bedeutung
Das Lied beginnt damit, ein Bild von Entschlossenheit und Konzentration zu malen, die dadurch symbolisiert werden, dass man „gerade wie ein Pfeil“ („straight as an arrow“) ist und bestimmte Absichten durch den Wind trägt. Die Erwähnung von „Hunden überall um dich herum“ („dogs all around you“) deutet auf Hindernisse und Ablenkungen auf dem Weg hin. Die emotionale Reise des Liedtextes vermittelt ein Gefühl der Dringlichkeit und die Notwendigkeit, einem Freund in einer herausfordernden Umgebung eine Botschaft zu übermitteln. Die Wiederholung von „Burn you up, and I’ll burn you down“ spiegelt sowohl inneres Feuer als auch äußeren Druck wider. Peter Gabriels Absicht mit dem Lied scheint darin zu bestehen, Ausdauer und Widerstandskraft zu wecken und zu betonen, wie wichtig es ist, sich selbst trotz äußerer Einflüsse treu zu bleiben. Die Botschaft des Refrains „Lernen, sich zu drehen und zu schreien“ („learning how to twist and shout“) deutet darauf hin, Freude und Stärke im Selbstausdruck zu finden. Insgesamt beinhaltet Burn You Up, Burn You Down eine Botschaft der Ermächtigung und Entschlossenheit angesichts von Widrigkeiten. Die Wirkung des Liedes liegt in seiner Fähigkeit, bei den Zuhörern, die sich ihren eigenen Herausforderungen gegenübersehen, Anklang zu finden und sie zu ermutigen, stark und sich selbst treu zu bleiben.

## Mitwirkende

### Musiker
- Justin Adams – E-Gitarre
- Tchad Blake – E-Gitarren-Synthesizer, Orgel, Skin Shake, Hi-Hat, Rahmentrommel
- Billy Cobham – Schlagzeug
- Peter Gabriel – Hauptgesang, Keyboards
- The Holmes Brothers (Wendell Holmes, Sherman Holmes und Popsi Dixon) – Begleitgesang
- Wendy Melvoin – Bassgitarre
- Arona N’Diaye – Djembé, Sabar
- Chuck Norman – Programmierung
- David Rhodes – E-Gitarre
- Jules Shear – Begleitgesang
- Karl Wallinger – Begleitgesang
- Jah Wobble – Bassgitarre

### Technische Unterstützung
- Marc Bessant – Grafikdesign (Real World Design)
- Tchad Blake – Mixing
- David Bottrill – Tonaufnahme
- Richard Chappell – Tonaufnahme, Mixing
- Tony Cousins – Mastering bei Metropolis Mastering, London
- Peter Gabriel – Musikproduktion, Musikproduktion (Originalaufnahme)
- Paul Grady – Tonaufnahme
- Stephen Hague – Musikproduktion, Mixing
- Gregory Halvorsen Schreck – Fotografie
- Karl Wallinger – Musikproduktion, Musikproduktion (Originalaufnahme)